# 双村镇
双村镇，是中华人民共和国江西省吉安市吉水县下辖的一个乡镇级行政单位。

## 行政区划
双村镇下辖以下地区：
双村、高家村、桐木村、连西村、马田村、曲岭村、连城村和林塘村。